# Lernanthropus manicatus
Lernanthropus manicatus är en kräftdjursart som beskrevs av C. B. Wilson 1935. Lernanthropus manicatus ingår i släktet Lernanthropus och familjen Lernanthropidae. Inga underarter finns listade i Catalogue of Life.